# 神奈川県立藤沢工科高等学校
神奈川県立藤沢工科高等学校（かながわけんりつふじさわこうかこうとうがっこう）は、神奈川県藤沢市に所在する公立の総合技術高等学校。

## 概要
本校は2003年4月に、技術高校として名高い神奈川県立大船工業技術高等学校を軸に、百校計画により神奈川県の公立実業学校として一番最後に開校した藤沢工業を県立高校改革推進計画実施により廃校し、県下初の総合技術高校として新設した、全国に例を見ない新しいタイプの高校である。従来の工業高校とは異なり、電気科や機械科など、各科での募集ではなく総合技術科として募集している。入学後は、1年次に工業の各分野を幅広く学び、2年次からは後述の6つの専門系から1つを選択し、専門性を深めるとともに、2・3年次に週12時間設定されている共通自由選択科目を通して、系の枠を超えて幅広い学習ができるシステムが設けられている。ちなみに、共通自由選択科目は普通科目と専門科目の2種類に分類され、普通科目が20 - 30科目、専門科目が50 - 60科目設けられている。
校舎は旧藤沢工業のものを引き継いだ為、耐震等のリニューアル工事が実施されたが、現在でも校内には1970年代の面影が残っていたり、構造上問題とされる部分さえ存在する。また、建造当時、エレベーターの設置に関する規定に備え、エレベータースペースが設けられたが、結局設置されず、現在も1階から5階を貫く縦長の開かずの間となっている。
校舎は旧藤沢工業のものを引き継いだが、本校は廃校した旧藤沢工業とは全く別の総合技術高校であり、大学進学者の増加と共に、社会貢献に尽力する技術者を輩出している。

## 沿革
- 2003年（平成15年） : 開校

## 設置学科
- 全日制課程
  - 総合技術科
    - 建築系
    - 住環境系
    - 生産技術系
    - 情報通信系
    - 都市土木系
    - 総合デザイン系

## 交通
- 小田急江ノ島線/横浜市営地下鉄　湘南台駅　徒歩20分
- 神奈川中央交通 湘27・藤51 「六会」下車、徒歩7分[1]。

## 部活動
同校は部活動への参加を積極的に呼びかけており、総合技術高校ならではの自動車部や、ライントレーサー部をはじめ、工業系では珍しい女子バスケットボール部、山岳部、放送部などが活発に活動し、各大会等で優秀な成績を収めている。
とても良い。

## 著名な出身者
- 佐藤光 - 茅ヶ崎市長
- 杉本哲太 - 俳優 ※旧藤沢工業高校中途退学
- DJFumiya - DJ ※旧藤沢工業高校中途退学